# 조계생
조계생(趙啓生, ? ~ 1438년)은 조선전기 대사헌, 공조판서, 참찬 등을 역임한 문신. 본관은 양주(楊州). 자는 경부(敬夫), 호는 두곡(杜谷)이다.

## 생애
1388년(우왕 14년) 문과에 급제, 조선 태조 때 검열·수찬을 거쳐 삼사의 도사에 승진하였고, 이천감무를 한 뒤,감찰ㆍ 평택감무를 거쳐 계림판관(鷄林判官)이 되었다.
1404년(태종 4년) 좌정언·우정언이 되고, 이어 지평·장령·사인·직제학을 거쳐 1412년 판군자감사(判軍資監事)가 되었다. 이어 수원부사를 역임하였고, 사간·참의를 거쳐 판원주사(判原州事)로 나갔다가, 1419년(세종 1년) 인수부윤(仁壽府尹)에 임명되었다.
다시 외임(外任)으로 1420년 황해도관찰사로 나갔다가, 다음해 동지총제(同知摠制)로 천추사(千秋使)에 임명되어 명나라에 사신으로 다녀왔다. 1423년 전라도관찰사를 지냈으나 곧 인순부윤(仁順府尹)이 되었다가, 다음해 부유후(副留後)에 임명되었다.
1426년 우군동지총제(右軍同知摠制)가 되었고, 다음해 대사헌에 올랐으나 얼마 안 되어 서달(徐達)의 아전(衙前) 표운평(表芸平)의 타살사건에 관련되어 전라도 태인으로 귀양갔다가, 다음해 2월 풀려났다. 1428년 예조참판·대사헌을 지냈으며, 이어 병조·이조·공조의 판서를 역임하고, 1435년 참찬에 이르렀다.
마음가짐이 항상 경외(敬畏)로 일관하였고, 또 조행이 염결(廉潔) 간정(簡整)하였으며, 비록 복잡하거나 급거(急遽)함을 당하여도 일찍이 질언(疾言)함이 없었다. 시호는 정평(靖平)이다.